# Neuroleontina
Neuroleontina is een subtribus van netvleugelige insecten die behoort tot de geslachtengroep Nemoleontini uit de familie mierenleeuwen (Myrmeleontidae). 
Het bestaat uit ruim 60 geslachten:
- Acratoleon Banks, 1915
- Antennoleon New, 1985
- Araucaleon Banks, 1938
- Bandidus Navás, 1914
- Banyutus Navás, 1912
- Brachyleon Tillyard, 1916
- Brachyplectron Esben-Petersen, 1925
- Brisus Navás, 1931
- Capicua Navás, 1921
- Capophanes Banks, 1938
- Creoleon Tillyard, 1918
- Cymatala C.-k.Yang, 1986
- Delfimeus Navas, 1912
- Delgadus Navás, 1914
- Deutoleon Navas, 1927
- Distoleon Banks, 1910
- Distonemurus Krivokhatsky, 1992
- Distoplectron Banks, 1943
- Elachyleon Esben-Petersen, 1927
- Eophanes Banks, 1931
- Episalus Gerstaecker, 1885
- Eremoleon Banks, 1901
- Escura Navás, 1914
- Euptilon Westwood, 1837
- Exaetoleon Kimmins, 1948
- Exiliunguleon Yang, 1999
- Fenestroleon New, 1985
- Ganguilus Navás, 1912
- Genus Ganguilus Navás, 1912
- Geyria Esben-Petersen, 1920
- Glenurus Hagen, 1866
- Graonus Navás, 1922
- Gymnocnemia Schneider, 1845
- Gymnoleon Banks, 1911
- Indoleon Banks, 1913
- Macronemurus A. Costa, 1855
- Megistopus Rambur, 1842
- Mesonemurus Navás, 1920
- Navasoleon Banks, 1943
- Nedroledon Navás, 1914
- Negrokus Navás, 1930
- Neguitus Navás, 1912
- Nelebrachys Navás, 1915
- Nemoleon Navás, 1909
- Mesonemurus Navás, 1920
- NavasoleonBanks, 1943
- Nedroledon Navás, 1914
- Negrokus Navás, 1930
- NeguitusNavás, 1912
- Nelebrachys Navás, 1915
- Neteja Navás, 1914
- Neuroleon Navás, 1909
- Noaleon Holzel, 1972
- Obus Navás, 1912
- Paraglenurus Van der Weele, 1909
- Pseudoformicaleo Weele, 1909
- Purenleon Stange, 2002
- Quinemurus Kimmins, 1943
- Ripalda Navás, 1915
- Rovira Navás, 1914
- Sericoleon Esben-Petersen, 1933
- Stenogymnocnemia Esben-Petersen, 1923
- Stenoleon Tillyard, 1916
- Suca Navás, 1921
- Thaumatoleon Esben-Petersen, 1921
- Visca Navás, 1927
- Xantholeon Tillyard, 1916